# Науисри, Али
Али Науисри (араб. الى نويسرى‎, фр. Ali Nouisri, род. 20 января 1994, Тунис) — тунисский шоссейный велогонщик. Участник Олимпийских игр 2016 года в Рио-де-Жанейро. 

## Карьера
Увлекаться велоспортом Али Науисри начал в возрасте двух лет, когда впервые сел на велосипед. Прежде всего, он считает себя хорошим роллёром, любящим гористую местность.
О нём стало известно в сезоне 2012 года во время чемпионата арабских стран по велоспорту. В своей возрастной категории (юниоры) он выиграл золото в гонке по очкам, серебро в индивидуальной гонке и бронзу в кейрине. В сентябре его включают в состав сборной для участия Чемпионат мира, который проходил в провинции Лимбург в Нидерландах.
Будучи большой надеждой тунисского велоспорта, он появился на международном уровне в 2015 году в составе сборной Туниса. Будучи чемпионом Туниса в индивидуальной гонке до 23 лет, он отличился на нескольких этапах большого Тура Алжира: третье и пятое места на этапах Тура Блиды, десятое место в Критериуме Сетифа. На территории Марокко он занимает двенадцатое место в турнире Вызов принца и тринадцатое место в Туре Марокко на которых выступало нескольких европейских команд. В том же году он был включён в национальную сборную для участия в чемпионате Африки и Африканских играх.
В 2016 году Али Науисри впервые добился хороших результатов на территории Алжира, заняв пятые места в Туре Орана и Туре Сетифа. Также стал пятый на одном из этапов Тура Марокко. Затем отправляется на старт Тур Сенегала, где финишировал шестым уступив доминировавшим на ней алжирским велогонщикам. Вернувшись в свою родную страну, он финишировал одиннадцатым в Туре Тунисе, прежде чем засветиться на национальном чемпионате, где в категории до 23 лет он занял второе место в индивидуальной гонке, а затем первое в групповой гонке. Благодаря этим хорошим выступлениям его включили в состав сборной Туниса для участия на  Летних Олимпийских играх 2016 года. Чтобы полностью подготовиться к Олимпийским играм, он был приглашён во Францию на десятидневные курсы в Cavigal Nice Sports, благодаря соглашению между Тунисской федерацией велосипедного спорта и клубом Cavigal. На Олимпиаде принял участие в групповой гонке, но будучи единственным представителем Туниса, не смог её закончить сойдя с гонки.
Сезон 2017 году Али Науисри начал на Туре Марокко (54-е место). Вскоре после этого он добился своего первого заметного результата, заняв четвёртое место на Туре Сенегала. Также весной он стартовал на Туре Туниса. На нём он выиграл из отрыва третий этап опередив двух своих попутчиков из команды Royal Vélo Club d'Ottignies Матиаса Легли и Жерома Пулидори, а по итогам всей гонки занял третье место в генеральной классификации на этот раз уступив Пулидори и Легли. Затем следует чемпионат Туниса, где завоевывает два титула: в индивидуальной и групповой гонках. В середине июня он занял второе место на первом этапе Тура Демократической Республики Конго, уступив французскому гонщику Ноэлю Рише. Летом он входит в состав сборной Туниса которая отправляется на Игры Франкофонии, проводившие в Абиджане в Кот-д'Ивуаре. На этих играх в шоссейной гонке не смог сыграть ведущие роли и закончил гонку на двадцатом месте. В октябре став первым тунисским гонщиком выигравшим Тур Алжира.
В 2018 году он присоединился к континентальной команде VIB Sports, зарегистрированной в Бахрейне. В составе сборной Туниса принял участие на Тропикале Амисса Бонго, где занял 8-е место на втором этапе завершившимся групповым спринтом. Спустя почти месяц он снова финишировал восьмым на этапе Гран-при Алжира выступая в составе VIB Sports. Вернувшись в Тунис, занял четвертое место на Туре Фармаце Централе и пятое на Гран-при Фармаце Централе .
В 2019 году снова стал чемпионом Туниса в индивидуальной гонке и принял участи в Африканских играх.

## Достижения

### Шоссе
2012
 Чемпионат арабских стран по велоспорту — индивидуальная гонка (юниоры)
2014
2-й на Чемпионате Туниса — индивидуальная гонка
2015
 Чемпион Туниса — индивидуальная гонка U23
2-й на Чемпионате Туниса — групповая гонка U23
3-й на Чемпионате Туниса — групповая гонка
2016
 Чемпион Туниса — групповая гонка
 Чемпион Туниса — групповая гонка U23
 Чемпион Туниса — индивидуальная гонка U23
Tournoi Rabeh Rochdy
2-й на Чемпионате Туниса — индивидуальная гонка
2017
 Чемпион Туниса — групповая гонка
 Чемпион Туниса — индивидуальная гонка
1-й на Тур Алжира
Тур Туниса
3-й в генеральной классификации
3-й этап
2018
 Чемпион Туниса — групповая гонка
 Чемпион Туниса — индивидуальная гонка
3-й этап Кубка Tunisie - Gammarth
6-й этап Тур Алжира
GP Rotary Race
2019
 Чемпион Туниса — индивидуальная гонка
5-й этап Тур Аэропортов

### Трек
2012
 Чемпионат арабских стран по велоспорту — гонка по очкам (юниоры)
 Чемпионат арабских стран по велоспорту — кейрин (юниоры)